# Jurij Alexandrovič Orlov
Jurij Alexandrovič Orlov (rusky Юрий Александрович Орлов; 12. června 1893, Tomyševo, Simbirská gubernie – 2. října 1966, Moskva) byl ruský zoolog–paleontolog.

## Život
V roce 1911 nastoupil na matematicko–fyzikální fakultu univerzity v Petrohradě. Zoologii a anatomii ho vyučoval histolog Alexej Alexejevič Zavarzin. V roce 1917 absolvoval na katedře přírodních věd. Od roku 1916 do roku 1924 učil na lékařské fakultě Permské univerzity – i během občanské války; byl jedním z prvních zaměstnanců Permské univerzity a učitelů katedry histologie. Spolu s dalšími učiteli byl během ústupu Kolčaka evakuován na Tomskou univerzitu (1919–1920).
V letech 1924 až 1935 vyučoval na Institutu výzkumu mozku a Vojenské lékařské akademii v Leningradu (jako docent na katedře cytologie a histologie). Oblast jeho vědeckého zájmu v této době zahrnovala studium nervového systému členovců. Od roku 1925 začal studovat paleontologii, o kterou se zajímal už od mládí.
Od roku 1939 přednášel na Moskevské státní univerzitě. V roce 1939 se stal řádným členem Moskevské společnosti přírodovědců. Od roku 1943 byl vedoucím oddělení paleontologie na geologické fakultě Moskevské univerzity. V letech 1945–1966 působil jako ředitel Paleontologického ústavu Akademie věd SSSR .
Je pohřben na Novoděvičím hřbitově. V roce 1966 bylo na jeho počest pojmenováno moskevské paleontologické muzeum.

## Vědecká činnost
Počátek jeho vědecké činnosti byl věnován komparativní morfologii nervového systému zvířat. Později začal studovat evoluční vývoj mozku na materiálech fosilních savců. Pak přešel zcela k paleontologickým studiím. V roce 1928 objevil v Pavlodaru naleziště pozůstatků neogenní fauny jménem «Husí přelet».